# Adarnases I de Tao
Adarnases I Bagrationi (mort l'any 807) fou un príncep georgià de la família dels Bagrationi del final del segle viii.

## Biografia
Adarnases Bagrationi era el fill de Vasaces Bagratuní, un príncep de la família reial d'Armènia que es va exiliar a Geòrgia en el moment de la invasió del seu país pels àrabs musulmans l'any 772/775. La seva mare era una filla de Guaram III, un príncep-primat d'Ibèria de la família dels guaràmides.
A la mort del seu pare, cap al 780, va adquirir els dominis de Tao o Taik, i esdevingué el primer duc de Tao xxx. El 786, el seu cosí (fill del seu oncle matern) Esteve III d'Ibèria va morir i Adarnases va adquirir llavors els seus dominis de Javakètia i de Calarzene. Deixant el Tao/Taik i la Klardjètia al seu fill gran Asoci, es va retirar a Javakètia on va passar la resta de la seva vida i on va morir el 807.

## Família i descendència
Adarnases Bagrationi es va casar amb una filla de Narses d'Ibèria Nersiani, Príncep-Primat d'Ibèria, de la qual va tenir tres fills:
- Asoci, Príncep-Primat d'Ibèria ;
- Gurguèn, eristavi ;
- Latori, princesa que es va casar amb Juanxer, mthawar d'Ibèria (Kakhètia).